# 林家きく姫
林家 きく姫（はやしや きくひめ、1970年5月8日 - ）は、落語協会・トヨタアート所属の真打落語家。本名は松本 恋由姫（まつもと こゆき）。愛媛県松山市出身。

## 経歴
幼い頃に、松山市から東京に家族とともに転居した。母が音楽好きで、幼い頃からクラシックやジャズが流れる家で育つ。東京都中野区立第八中学校卒業後、ジャズヴォーカリストを目指し日本音楽高等学校声楽科に進学した。
テレビで『笑点』を観たのがきっかけで、1987年に高校を中退し16歳で初代林家木久蔵（現在は林家木久扇）に入門し、惣領弟子となる。弟子入りするまで木久蔵が落語家であると知らなかったとの話もある。
1991年に二ツ目、2001年秋に東京の女性落語家としては4人目、落語協会所属の女性落語家としては3人目となる真打に昇進した。柳家禽太夫、三遊亭白鳥、橘家文左衛門、三遊亭萬窓、入船亭扇治、柳家一琴、古今亭駿菊、柳家三太楼、金原亭馬遊、との同時昇進であった。古典落語を得意とし、古典を女性の視点で演出する。
2000年にスタートした東京都の広報番組『東京サイト』では長年にわたってナビゲーターを務めている。
2001年に同じく落語家の柳家花緑と婚約し、同居する。婚約は2001年12月26日の落語協会の納会で正式に発表された。本来ならば2002年に結婚する予定だったが、花緑の祖父で師匠の五代目柳家小さんが死去したことにともない、長期に渡る延期状態になった。その後、2009年5月に別居・破局したことが、同年12月に週刊誌で報じられた。後に花緑は別の女性と結婚している。
2016年に子宮がんを患うが克服している。
2025年の雑誌の取材で、2024年に福生市在住の男性と結婚していることを公表。世田谷のマンションとの二拠点生活をしている。

## 芸歴
- 1987年
  - 4月 - 初代林家木久蔵に入門。
  - 10月 - 前座となる。
- 1991年10月 - 二ツ目昇進。
- 2001年9月 - 真打昇進。

## 人物
- 同じく昭和45年（1970年）生まれの3代目古今亭圓菊、三遊亭金八、2代目林家三平と共に「笑いの45口径」と題する落語会を開いていた。
- 落語家になってから日本放送協会学園高等学校（現在のNHK学園高等学校）に入学した。仕事の合間を縫って単位を取得し、2008年3月30日に卒業した。
- 2022年9月から、落語協会サーフィン部に入会した。

## 出演

### テレビ
ドラマ
- 火曜サスペンス劇場「造花」（日本テレビ、1994年6月7日）
- ティーンコート 第10話（日本テレビ、2012年3月13日） - 本人役（カメオ出演）

バラエティ（準レギュラー以上のみ）
- 達人たちの玉手箱（NHK、1996年）
- ジャスト「きく姫のそれ行け晩ご飯」コーナー（TBS、1999年 - 2003年頃）
- 週刊こどもニュース（NHK総合、2002年4月6日 - 2005年3月26日）
- 東京サイト（テレビ朝日、2004年 - 2025年 ）[8]

## 著書
- 林家きく姫監修・出演、こどもくらぶ著『林家きく姫のみんなが元気になる女性落語家入門』（彩流社、2016年1月） ISBN 4779150183
- 木久扇と弟子たち著『林家木久扇一門本 〜天下御免のお弟子たち〜』（秀和システム、2022年1月） ISBN 978-4798066066

## DVD
- 『花禄・きく姫の落語がいっぱい -親子で楽しむ落語-』DVD全3巻（TDKコア/キングレコード、2003年）